# 京都府道526号談夜久野線
京都府道526号談夜久野線（きょうとふどう526ごう だんやくのせん）は、京都府福知山市を通る一般府道である。

## 概要
福知山市字談から福知山市夜久野町日置に至る。
途中の千原峠は未開通であったが、ゆずりトンネルが開通したので車も通れるようになった。

### 路線データ
- 起点：福知山市字談（談交差点、国道429号交点）
- 終点：福知山市夜久野町日置（日置交差点、国道9号交点）

## 路線状況

### 重複区間
- 兵庫県道・京都府道707号小坂青垣線（福知山市夜久野町千原）

### 道路施設

#### トンネル
- ゆずりトンネル：延長455 m、2001年（平成13年）竣工、福知山市

## 地理

### 通過する自治体
- 福知山市

### 交差する道路
| 交差する道路                                   | 交差する場所 | 交差する場所      |
| ---------------------------------------------- | ------------ | ----------------- |
| 国道429号                                      | 字談         | 談交差点 / 起点   |
| 兵庫県道・京都府道707号小坂青垣線 重複区間起点 | 夜久野町千原 | 中千原交差点      |
| 兵庫県道・京都府道707号小坂青垣線 重複区間終点 | 夜久野町千原 |                   |
| 国道9号 / 山陰道                               | 夜久野町日置 | 日置交差点 / 終点 |

### 交差する鉄道
- 山陰本線

### 沿線
- 瑞光寺
- 矢取神社
- 王照寺
- 須江神社